# Cézac (Lot)
Cézac is een gemeente in het Franse departement Lot (regio Occitanie) en telt 146 inwoners (1999). De plaats maakt deel uit van het arrondissement Cahors.

## Geografie
De oppervlakte van Cézac bedraagt 18,0 km², de bevolkingsdichtheid is 8,1 inwoners per km².
De onderstaande kaart toont de ligging van Cézac (Lot) met de belangrijkste infrastructuur en aangrenzende gemeenten.

## Demografie
Onderstaande figuur toont het verloop van het inwonertal (bron: INSEE-tellingen).